# Griff (Garnmaß)
Griff war ein einfaches, aber ungenaues Maß für Garne in Böhmen, Oberösterreich und Schlesien. Das Maß wurde zur Bestimmung der Feinheit von Garnen verwendet. War das Garn beispielsweise zwei–Stück–griffig oder zweigriffig, dann bedeutete es, dass zwei Stücke, d. h. ein oder mehrere Stränge, mit einer Männerhand umfasst werden konnten. Es war allerdings nicht festgelegt, ob zur richtigen Messung kurze oder lange Finger erforderlich sein sollten und erforderte viel Erfahrung beim Garnkäufer.
Zur Bestimmung des Griffs wurde deshalb auch eine Garnsortierungsmaschine entwickelt. Dabei wird ein einzelnes Stück in einen geschlossenen, definierten Behälter gelegt und durch einen Hebel zusammengedrückt. Eine Gradskala am Hebelmechanismus zeigt als Nummer an, wie viel Volumen zurückbleibt (z. B. Garnnummer 2 für zweigriffiges Garn), feines Garn verbraucht weniger Volumen als grobes.

## Beispiele
| Stücke auf einen Griff/Garnnummer | Gewicht in Gran | englische Garnnummer (Baumwollgarne) |
| --------------------------------- | --------------- | ------------------------------------ |
| 4                                 | 690             | 27,5                                 |
| 6                                 | 450             | 42,1                                 |
| 8                                 | 385             | 50,6                                 |
| 10                                | 315             | 16,2                                 |
| 12                                | 260             | 73                                   |
| 14                                | 264             | 81,1                                 |
| 16                                | 216             | 87,9                                 |
| 18                                | 170             | 111,6                                |
| 20                                | 150             | 126,5                                |
| 22                                | 140             | 135,5                                |
| 25                                | 104             | 182,4                                |
| 30                                | 90              | 210,7                                |

Das Gewicht bezieht sich auf einen Strehn mit 59 Gebinden zu 19 Fäden (3 ½ böhmischen oder 2 ⅔ Wiener Ellen Haspelumfang), also mit 2989 Wiener Ellen Gesamtlänge. Die Abhängigkeit der Spalten ist nicht völlig schlüssig.
Sorten, die gröber als Griff 1 waren, wurden mit den Buchstaben A bis G bezeichnet (G ist das gröbste Garn).